# Pa amb tomàquet
Pa amb tomàquet (Pronuncia catalana: [ˈpam tuˈmakət]), tradotto letteralmente in italiano come "pane con pomodoro", chiamato Spanish toast o fetta spagnola in inglese, è una semplice e tipica ricetta di Aragona, Catalogna, Valencia e Maiorca, dove riceve il nome di pa amb oli o pamboli (pronuncia in dialetto maiorchino: [ˌpəmˈbɔɫi], in italiano letterale: "pane con olio d'oliva"). È un piatto simile alla bruschetta. È considerato il piatto più noto della cucina catalana.

## Preparazione
La versione più semplice del piatto consiste in una fetta di pane con mezzo pomodoro maturo strofinato, e condito con olio d'oliva e sale. Nella ricetta contadina originaria quest'ultima veniva accompagnata da una sardina in salamoia, ma oggigiorno si serve piuttosto accompagnata di prosciutto, formaggi o salumi affettati, sebbene si possa ritenere pa amb tomàquet una qualsiasi variante di panino o pane tostato purché il pomodoro ci sia stato strofinato.

## Origine
Il primo riferimento scritto riguardo a questo piatto risale al XVIII secolo, quando la ricetta viene nominata come panboli bo nel libro Modo de cuynar a la mallorquina di Jaume Martí Oliver. Comunque alcuni autori sostengono che la ricetta sia anteriore, e che tuttavia nei primi tempi non fosse stata apprezzata abbastanza da figurare nei ricettari, trattandosi d'una ricetta troppo semplice ed evidente. In ogni caso non sarebbe una ricetta anteriore all'introduzione del pomodoro nella cucina catalana, avvenuta verso il XVI secolo.
Secondo l'ipotesi più accettata, la ricetta sarebbe nata spontaneamente nelle campagne, dove si sarebbero usati dei pomodori, spesso abbondanti nelle buone raccolte, per ammorbidire il pane secco, anche se in passato se ne era attribuita la diffusione agli immigrati che da Murcia andarono a Barcellona per lavorare nell'Esposizione Universale di Barcellona del 1929, un'ipotesi oggigiorno non accreditata.